# San Juan del Sur
San Juan del Sur è un comune del Nicaragua facente parte del dipartimento di Rivas.

## Amministrazione

### Gemellaggi
- Aichtal
- Newton (Massachusetts)
- Trebisonda
- Sauda
- Botoșani